# El-Hassania Darami
El-Hassania Darami (được liệt kê trong một số nguồn là "Elhassania" hoặc "Hassania"; sinh ngày 10 tháng 12 năm 1953) là một cựu vận động viên chạy đường dài Maroc, chuyên về các sự kiện 1500 mét, 3000 mét và 10.000 mét. Cô đã giành được sáu huy chương trong bốn Giải vô địch châu Phi khác nhau từ 1979 đến 1988, bao gồm một huy chương vàng trong 10.000 mét tại Giải vô địch châu Phi năm 1985 về điền kinh. Cô cũng từng thi đấu cho Maroc trong Thế vận hội Mùa hè 1988 trong cùng một nội dung, nhưng không tiến vào trận chung kết.

## Thành tích
| Năm  | Giải đấu                                   | Địa điểm         | Thứ hạng | Nội dung  | Chú thích |
| ---- | ------------------------------------------ | ---------------- | -------- | --------- | --------- |
| 1979 | African Championships                      | Dakar, Senegal   | 3rd      | 1500 m    | 4:26.5    |
| 1979 | African Championships                      | Dakar, Senegal   | 3rd      | 3000 m    | 9:39.7    |
| 1982 | African Championships                      | Cairo, Ai Cập    | 3rd      | 3000 m    | 9:54.90   |
| 1985 | African Championships                      | Cairo, Ai Cập    | 1st      | 10,000 m  | 35:09.68  |
| 1985 | African Championships                      | Cairo, Ai Cập    | 2nd      | 3000 m    | 9:18.53   |
| 1986 | World Military Cross Country Championships | Algiers, Algérie | 1st      | 5 km race |           |
| 1988 | African Championships                      | Annaba, Algérie  | 2nd      | 10,000 m  | 33:41.75  |
| 1988 | Summer Olympics                            | Seoul, Hàn Quốc  | 28th     | 10,000 m  | 33:01.52  |